# Gollenberg (Brandebourg)
Pour les articles homonymes, voir Gollenberg.
Gollenberg est une commune allemande de l'arrondissement du Pays de la Havel, Land de Brandebourg.

## Géographie
La commune comprend les quartiers de Schönholz-Neuwerder et Stölln.
|        | Großderschau | Dreetz       |
| Rhinow | Gollenberg   | Kleßen-Görne |
|        | Seeblick     |              |

## Histoire
À partir de Pâques 1894, le pionnier de l'aéronautique Otto Lilienthal vient souvent à Gollenberg pour faire des essais. En 1936, on construit une école de vol à voile que visitera Charles Lindbergh. Le bâtiment brûle en 1940, mais les activités perdurent jusqu'en 1945.
La commune actuelle est issue de la fusion le 31 décembre 2002 des communes de Schönholz-Neuwerder et Stölln. Elles ont choisi le nom de la colline entre elles.